# Alldeutscher Verband
Der Alldeutsche Verband (bis 1894 Allgemeiner Deutscher Verband) bestand von 1891 bis 1939. In der Zeit des Deutschen Kaiserreichs zählte er zeitweise zu den größten und bekanntesten Agitationsverbänden. Er wurde als eine der lautstärksten, mächtigsten und einflussreichsten Organisationen des völkischen Spektrums wahrgenommen. Sein Programm war expansionistisch, pangermanisch, militaristisch, nationalistisch sowie von rassistischen und antisemitischen Denkweisen bestimmt. Regional war der Alldeutsche Verband in Ortsgruppen organisiert, die auch im Ausland existierten.

## Geschichte

### Vorgeschichte
Der Auslöser für die Gründung des Alldeutschen Verbandes war die Beratung des Helgoland-Sansibar-Vertrages. Am 24. Juni 1890 veröffentlichten vier in der Schweiz lebende Deutsche, die Mediziner Adolf Eugen Fick, Walther Felix und Otto Lubarsch sowie der Buchhändler Albert Müller, in mehreren deutschen Tageszeitungen einen Aufruf gegen den Vertrag unter dem Motto „Deutschland wach’ auf!“ Theodor Reismann-Grone und Alfred Hugenberg setzten sich daraufhin mit den Initiatoren in Verbindung. Hugenberg verabredete die Gründung eines „Nationalvereins“ zur Förderung der deutschen Kolonialinteressen und erklärte sich bereit, dessen Organisation zu übernehmen. Am 28. September 1890 trafen sich Hugenberg, Reismann-Grone, Adolf Fick (Onkel von Adolf Eugen Fick), Johannes Wislicenus (Schwiegervater von Adolf Eugen Fick), Theodor Eimer und Carl J. Fuchs in Frankfurt am Main zu einer vorbereitenden Besprechung.

### Entwicklung bis 1903

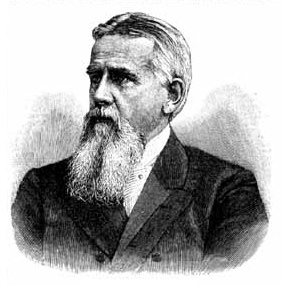
Friedrich Ratzel

Am 9. April 1891 wurde in Berlin mit Unterstützung Carl Peters der „Allgemeine Deutsche Verband“ ins Leben gerufen. Zu den Gründungsmitgliedern gehörten auch Emil Kirdorf, Emil Possehl, Friedrich Ratzel und andere. Als erste Ehrenmitglieder wurden Carl Peters und der frühere Reichskanzler Otto von Bismarck aufgenommen. Das alldeutsche Programm war in seinen Grundzügen in den 1890er Jahren fertig entwickelt: Expansion, Aufbau der Flotte, Förderung des Deutschtums und Kampf gegen Minderheiten im Deutschen Reich.
In den ersten Jahren gab es zahlreiche interne Streitigkeiten über den einzuschlagenden Kurs und auch in Bezug auf die Gewinnung neuer Mitglieder. So vertrat der damalige Vorsitzende Karl von der Heydt die Ansicht, der Verband solle eine eigene Partei, eine ‚Nationalpartei‘, gründen; seine Kontrahenten (unter anderem Claß, Lamprecht, Hugenberg und Reismann-Grone) forderten dagegen strikte Unabhängigkeit und ein Heraushalten aus der Parteipolitik. Letztere Position setzte sich schließlich durch. Zudem gab es innerhalb des Verbands Probleme bei der Kommunikation zwischen den Mitgliedern und auch die Öffentlichkeitsarbeit konnte wegen finanzieller Schwierigkeiten nicht wie erhofft betrieben werden. Am 5. Juli 1893 kam es bei der Vorstandssitzung dann zum Rücktritt Heydts; sein Nachfolger wurde Ernst Hasse, der bis 1908 der geschäftsführende Vorsitzende war. 1894 wurde dann der Name Alldeutscher Verband gewählt, womit die Umstrukturierung des Verbands abgeschlossen wurde. Die Bezeichnung „alldeutsch“, zunächst nur als Erweiterung von „reichsdeutsch“ gedacht, bekam in den Äußerungen des Verbandes mit der Zeit die Nebenbedeutung „besonders gesinnungstreu patriotisch“; sie wurde zum Komparativ von „Deutsch“.
Im Gründungsaufruf hieß es, der neue Verband wolle die Regierung nicht bekämpfen, sondern sie im Sinne seines Programms vorantreiben. Zwar übte der ADV bis 1902 immer wieder vereinzelt Kritik an ihr, jedoch bildete der Verband keine generelle Opposition. Die Kernziele waren die Belebung des vaterländischen Bewusstseins, Pflege und Unterstützung der deutschen Interessen im Ausland und die Förderung einer tatkräftigen deutschen Interessenpolitik. Zudem sollte die Arbeit des Verbandes dabei weiterhin „außerhalb des Parteiensystems stehen“. Bis zu seinem Tod 1908 war Hasse auch das einflussreichste Mitglied in Bezug auf die ideologischen Grundzüge des Verbandes. Diese hielt er in mehreren Aufsätzen fest, die von 1905 bis 1908 unter dem Titel ‚Deutsche Politik‘ veröffentlicht wurden. Darüber hinaus gab der Verband selbst die ‚Alldeutschen Blätter‘ heraus, die ebenfalls das Programm und die ideologischen Ansichten des Verbandes beinhalteten. Das gewaltige Echo, das die Alldeutschen vor und während des Krieges im Ausland auslösten, ging aber weniger auf die offiziellen Veröffentlichungen des Verbandes zurück, der sich aus taktischen Gründen oft möglichst mild und maßvoll gab, als auf die Schriften der sogenannten wilden Alldeutschen. So gehen die in den bekanntesten und umfangreichsten Werken ausländischer Autoren, die sich mit der alldeutschen Gefahr befassen, angeführten Zitate nur zu einem Bruchteil auf den Verband selbst zurück. Die alldeutschen Kreise waren geprägt von Rassendünkel, schärfstem Antisemitismus, einem die Expansion fordernden Autarkiekomplex und dem Bekenntnis zum Krieg als schöpferischer Lebenskraft (→ Bellizismus), als Erneuerer und Erhalter, der große Arzt und Gärtner, der die Menschheit auf ihrem Wege zur Höherentwicklung begleitet.

### Radikalisierung seit 1903

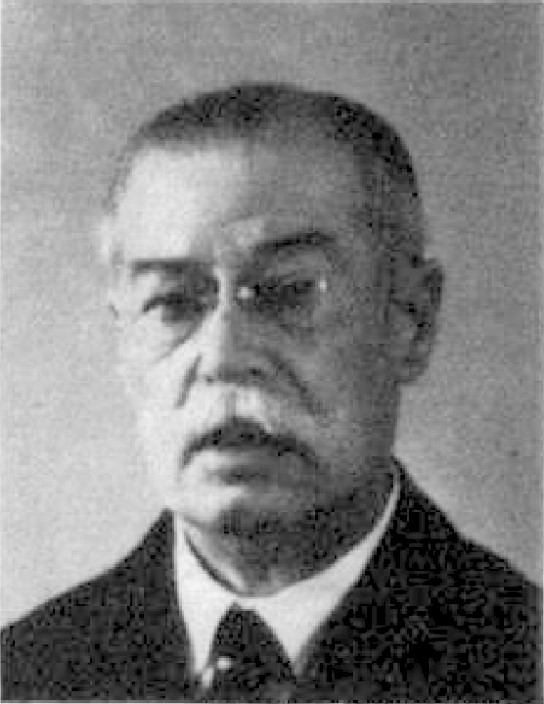
Heinrich Claß

Eine Zäsur in der Geschichte des Alldeutschen Verbandes war der Verbandstag 1903. Hier hielt der spätere Vorsitzende Heinrich Claß eine Rede mit dem Titel „Bilanz des Neuen Kurses“. Mit dieser Rede, in der neben Reichskanzler Bernhard von Bülow auch Kaiser Wilhelm II. und Bismarck scharf angegriffen wurden, vollzog der Alldeutsche Verband den Übergang zur offenen Opposition. Der Führung des Deutschen Reiches wurde außenpolitisches Versagen vorgeworfen und ein energischeres Auftreten nach außen gefordert. Ausschlaggebend für die schärfere Richtung des Verbandes war jedoch, dass nun der Rassegedanke in die Satzungen des Alldeutschen Verbandes aufgenommen und somit als „Definitionsmerkmal des ‚deutschen Volkes‘ fest im Programm der Alldeutschen verankert“ wurde. Die immer schärfere Opposition des Verbandes gegen die Reichsleitung und Wilhelm II. führte den Verband jedoch an den Rand des Zusammenbruchs.
Deshalb sah sich der 1908 zum Vorsitzenden des Verbandes gewählte Claß genötigt, allmählich die scharfe Kritik an der Politik der Reichsleitung wesentlich zu mindern und – insbesondere in der Frage der Politik Deutschlands gegenüber Österreich-Ungarn – die Linie des Verbandes völlig zu revidieren. Stand bis 1908 letztlich der Anschluss der deutschen Gebiete Österreich-Ungarns an Deutschland im Mittelpunkt, wurde nun ein enges Bündnis zwischen der Habsburger Doppelmonarchie und dem Deutschen Reich befürwortet. Das stieß allerdings auf erheblichen Widerstand innerhalb des Verbandes. Insbesondere Theodor Reismann-Grone, der Herausgeber der einflussreichen Rheinisch-Westfälischen Zeitung, wandte sich ganz entschieden gegen den veränderten Kurs von Claß.
Bis zum Ausbruch des Ersten Weltkrieges wagte Claß nicht, den Konflikt mit Reismann-Grone offen auszutragen, weil er dadurch letztlich eine Spaltung des Verbandes befürchten musste, was zu seiner politischen Bedeutungslosigkeit geführt hätte. Außerdem gab es erhebliche finanzielle Probleme, die den Verband letztlich bis zum Ausbruch des Weltkrieges nie zu einer Konsolidierung gelangen ließen. Hinzu kamen die wachsenden Widersprüche zu anderen nationalen Verbänden. Insofern gelang es der Regierung bis zum Ausbruch des Krieges, den Verband auf Distanz zu halten und nur bei Bedarf für ihre Interessen zu benutzen. Aber selbst in der zweiten Marokkokrise (1911) distanzierte sich der Staatssekretär des Auswärtigen Amtes Alfred von Kiderlen-Waechter von den Stellungnahmen der Verbandsleitung. Zu deren Forderungen gehörte es, „für unseren Bevölkerungsüberschuss ein Gebiet zu sichern, in dem ... Deutsche unserem Vaterland erhalten bleiben.“.
So zeigte der Ausgang der zweiten Marokkokrise die begrenzten Möglichkeiten der Alldeutschen, auf die Regierung tatsächlich Druck auszuüben. Auch ihr Einfluss auf die öffentliche Meinung in Deutschland blieb eher begrenzt. Die Regierung unter Theobald von Bethmann Hollweg war in den Augen der Alldeutschen vor Frankreich zurückgewichen. Nach Meinung der Alldeutschen bedeutete dies ein Versagen der deutschen Politik. Als Konsequenz forderten die Alldeutschen ab 1912 eine verstärkte Heeresrüstung, die besonders vom Deutschen Wehrverein beworben wurde.
Der Einfluss des Alldeutschen Verbandes zeigt sich besonders an dessen Mitwirkung in weiteren Vereinen und Verbänden. So waren Mitglieder des Verbandes oft parallel dazu auch in führenden Positionen in anderen Zusammenschlüssen vertreten. Durch die Mehrfachmitgliedschaften innerhalb der völkischen Bewegung konnten Informationen und Neuigkeiten konstant und rasch ausgetauscht und verbreitet werden. Dadurch ergaben sich unter anderem Beziehungen der Alldeutschen zu folgenden Organisationen:
- Deutscher Flottenverein
- Deutscher Wehrverein
- Deutsche Kolonialgesellschaft
- Evangelischer Bund zur Wahrung der deutsch-protestantischen Interessen
- Reichsverband gegen die Sozialdemokratie
- Hamburgischer Verband zur Bekämpfung der Sozialdemokratie
- Unabhängiger Ausschuss für einen Deutschen Frieden
- Hauptvermittlungsstelle der vaterländischen Vereine und Verbände
- Deutsche Vaterlandspartei
- Verein für das Deutschtum im Ausland
- Deutscher Ostmarkenverein
- Deutschbund[20]

## Interessen und Ideologie des Verbandes

### Imperialismus
Der Alldeutsche Verband wurde zur Förderung der deutschen Kolonialinteressen gegründet und stellte sich mit seiner Vorstellung von Kolonialpolitik gegen die Bismarcks. Das Streben nach einer aktiven und „thatkräftigen deutschen Interessenpolitik in Europa und über See“ findet sich seit Gründung des Verbandes in dessen Satzungen wieder. In diesen wird fortwährend die „Fortführung der deutschen Kolonial-Bewegung zu praktischen Ergebnissen“ gefordert. Dabei wurden besonders Teile Afrikas sowie des Orients bevorzugt, da laut Hasse ein Fortbestehen des deutschen Volkes nur möglich wäre, wenn sich Siedlungsland „in gemäßigten Klimazonen“, finden ließe. Der alldeutsche Imperialismus war jedoch weniger auf überseeische Gebiete aus, als auf den Erwerb neuer Territorien in Nähe zu den deutschen Grenzen. Die Idee dabei war es, ein ‚Großdeutschland‘ zu errichten. Getreu den Satzungen des Alldeutschen Verbandes war der ausschlaggebendste Punkt für dessen imperialistische Bestrebungen die „Pflege und Unterstützung deutsch-nationaler Bestrebungen in allen Ländern, wo Angehörige unseres Volkes um die Behauptung ihrer Eigenart zu kämpfen haben, und die Zusammenfassung aller deutschen Einheiten auf der Erde für diese Ziele.“ Das Bekenntnis der Alldeutschen zur völligen, nicht an die reichsdeutschen Grenzen gebundenen Gemeinschaft aller Deutschen, ihre völkische Einstellung, machte natürlich vor allem die Habsburgermonarchie zu ihrem hauptsächlichen propagandistischen Angriffsziel, da dort die größten deutschsprachigen Bevölkerungsgruppen außerhalb des Deutschen Reiches lebten.
Wirtschaftliche Interessen waren für die alldeutsche Kolonialpolitik somit nur von sekundärer Bedeutung. Erstrangig ging es darum, neuen Lebensraum für die Sicherung und Vergrößerung des deutschen Volkes zu finden und zu besiedeln. Heinrich Claß vertrat bereits in seinem Buch Wenn ich der Kaiser wär‘, das er unter dem Pseudonym Daniel Frymann veröffentlichte, die alldeutschen kolonialen Bestrebungen. Er sprach sich darin für eine „Ausdehnung in Europa“ aus. Dabei spielte er bereits auf das sog. alldeutsche Mitteleuropa-Programm an, das zur „Schaffung eines von Deutschland dominierten mitteleuropäischen Wirtschaftsgebietes“ debattiert wurde. Darüber hinaus stand jedoch weiterhin der Erwerb neuen Lebensraums im Osten im Mittelpunkt des Programms, weshalb auch vom ‚Ostimperialismus‘ gesprochen wird. In den Alldeutschen Blättern vom 7. Januar 1894 wurde programmatisch verkündet:

„Der alte Drang nach Osten soll wieder lebendig werden. Nach Osten und Südosten hin müssen wir Ellbogenraum gewinnen, um der germanischen Rasse diejenigen Lebensbedingungen zu sichern, deren sie zur vollen Entfaltung ihrer Kräfte bedarf, selbst wenn darüber solch minderwertige Völklein wie Tschechen, Slovenen und Slovaken, die das Nationalitätsprinzip anrufen, ihr für die Zivilisation nutzloses Dasein einbüßen sollten.“

### Ideologie
Das Denken der Alldeutschen war durchdrungen von den Lehren des so genannten Sozialdarwinismus und Lamarckismus, vom Kampf ums Dasein, vom Recht des Stärkeren und der Überzeugung, das schnell wachsende deutsche Volk brauche mehr Lebensraum, um zu überleben. Hielt man ihnen vor, sie würden den Minderheiten jene Rechte absprechen, die sie ihrerseits für ihre Stammesgenossen im Ausland forderten, gaben sie offen zu, nur die Interessen des deutschen Volkes zu vertreten, also ihren nationalen Egoismus zum ideologischen Programm erhoben zu haben. Neben den kolonialpolitischen Interessen finden sich in den Satzungen des Verbandes dazu auch das Streben nach einer „Belebung des vaterländischen Bewußtseins in der Heimath und [die] Bekämpfung aller der nationalen Entwicklung entgegengesetzten Richtungen.“ Darin zeigt sich wieder die völkische Haltung und Weltanschauung des Verbandes, die besonders von rassistischen Merkmalen beeinflusst wurde. Die Grundpfeiler des völkischen Denkens der Alldeutschen waren von den drei großen Kategorien Sprache, Religion und Rasse geprägt. Sowohl Sprache als auch Religion sollten der deutschen ‚Rasse‘ entsprechen und in der Tradition der Germanen stehen. Religion und Rassenideologie stellten „die beiden Achsen des weltanschaulichen Koordinatensystems“ dar. Letztere kann als „Generalschlüssel zum Verständnis von völkischer Weltanschauung und Bewegung“ gesehen werden. Die Alldeutschen beharrten besonders auf einer „natürlichen Ungleichheit der Menschen“. Somit sahen sie sich selbst als die höchste aller Rassen und strebten nach einer ‚Rassenreinheit‘, die durch ein sog. Rassenerneuerungsprogramm verwirklicht werden sollte. Dadurch erhofften sie sich einen deutsch-völkischen Menschen, „der hochgewachsen, langschädelig, blond und blauäugig zu sein hatte“.
An diesem Punkt wird deutlich, dass die von den Nationalsozialisten und Adolf Hitler propagierten Pläne und Forderungen bereits zu Beginn des 20. Jahrhunderts in der Gesellschaft vorhanden waren, in den alldeutschen Kreisen diskutiert und besonders durch sie verbreitet wurden.

### „Alldeutschland“ – das Konzept vom völkischen Staat
Die grundlegenden Elemente der Ideologie der Alldeutschen fanden sich auch in deren Idee des völkischen Staats wieder. Die beiden Alldeutschen Heinrich Claß und Leopold von Vietinghoff-Scheel entwarfen mehrere, komplexe Konzepte für dieses Hochziel des Verbandes. Im Wesentlichen basierten diese Pläne auf rassistischen und antisemitischen Ansichten und sahen deshalb eine Aussonderung nicht-deutscher Bürger vor. Danach könnte sich „das deutsche Volk … seelisch, geistig und körperlich von Stufe zu Stufe“ fortentwickeln. Dabei zeigt sich erneut das Ziel einer Rassenreinheit. Vietinghoff-Scheel forderte darüber hinaus eine Differenzierung der Bevölkerung in rassistischen Kategorien (wie etwa ‚Brauchbare‘ oder ‚Minderwertige‘). Von besonderer Bedeutung waren dabei die Themen Bildung und Jugend. Bereits bei der Schulbildung sollten alldeutsche, völkische Ansichten und Werte vermittelt werden, um die folgenden Generationen mit diesen Vorstellungen und Ideen zu prägen. Darüber hinaus sollte eine neue Reichs- und Wirtschaftsordnung geschaffen und eine verstärkte Politik in Bezug auf Bevölkerung und Raumplanung betrieben werden. Die Ablehnung von Parlamentarismus und Liberalismus führten zu der alldeutschen Forderung nach einer völkischen Diktatur. Besonders Heinrich Claß vertrat diese Bestrebung, da ihm bewusst war, dass das alldeutsche Programm nur mittels einer Diktatur hätte realisiert werden können. Die Alldeutschen strebten somit nach einer Schaffung eines „antiegalitäre[n], antidemokratische[n], berufsständisch organisierte[n], sakral von einer arteigenen Religion überwölbte[n] Rassestaat[s] mit germanenideologischem Wertesystem“. Der völkische Staat, wie die Alldeutschen ihn errichten wollten, sollte in der Wiedererrichtung des deutschen Kaisertums gipfeln. Die Vorstellung einer völkischen Monarchie propagierten die Alldeutschen in verschiedenen Publikationen, darunter die ihnen nahestehende Deutsche Zeitung.
Der Staat, den die Alldeutschen in ihren Schriften planten, hätte mit seinen rigiden Ordnungsvorschriften und der Förderung der rassischen Reinheit seiner Bewohner die überzeichnete Weiterentwicklung des autoritär strukturierten preußischen Militärstaates mit seiner Obrigkeitsgläubigkeit und allgemeinen Vereinheitlichung, verbunden mit Diskriminierung von Randgruppen und Andersdenkenden, bedeutet. Die Überbetonung des Deutschtums mit gleichzeitiger Vertreibung oder Zwangsassimilierung der slawischen und jüdischen Bevölkerung der annektierten Gebiete setzten die Alldeutschen gleich mit der Stärkung der alten deutschen Tugenden wie Fleiß, Pflichterfüllung und bodenständigem Konservativismus. Auch hier sollten Expansion und Stärkung nach außen innere Probleme, wie soziale Spannungen und wirtschaftliche oder rechtlich-politische Ungerechtigkeiten, verdrängen und damit scheinbar lösen.

## Erster Weltkrieg
Der Erste Weltkrieg war für den Alldeutschen Verband eine Zeit der Hochblüte. Endlich standen seine Forderungen nach Expansion auf dem Kontinent nicht mehr isoliert da; seine Mitgliederzahl wuchs ebenso wie sein Einfluss auf die Rechtsparteien. Der Alldeutsche Verband entwickelte eine Bedeutung, die er in der deutschen Gesellschaft nie zuvor besessen hatte.
Für erfolgreiche Kriegszielpropaganda war der Verband durch seine jahrelange Hetze, die ihn in bürgerlichen Kreisen stark diskreditierte, allerdings nicht gut geeignet. Daher blieb er weitgehend koordinierend und vermittelnd im Hintergrund, seine Mitglieder engagierten sich in Gruppen wie dem Unabhängigen Ausschuß für einen deutschen Frieden. Dieser wurde mit Mitgliedern wie Stresemann, Westarp, Wangenheim, später Tirpitz und H. St. Chamberlain und seinem alldeutschen Vorsitzenden Dietrich Schäfer zum Zentrum der Kriegszieldiskussion. Der Alldeutsche Verband agierte eher als eine Art politisch-ideologische Werkstatt, die den anderen Agitationsvereinen die geistigen Waffen lieferte. Später beteiligte sich der Ausschuss an der Gründung der Deutschen Vaterlandspartei als einer Art Syndikat aller nationalen Verbände (2. September 1917).
Im Weltkrieg vertraten die Alldeutschen radikale Kriegsziele. So sollte eine mitteleuropäische Zollunion unter deutscher Hegemonie entstehen. Weiterhin sollten die Niederlande und die Schweiz sowie Belgien – sogenannte widerrechtlich abgetrennte Teile des Deutschen Reiches [1648–1806] – und die geschlossen deutschbesiedelten Teile Österreich-Ungarns sowie Liechtenstein (als 1866 verlorene Bundesteile) dem Deutschen Reich angegliedert und Teile Frankreichs unter deutsche Aufsicht gestellt werden. Ähnlich sahen die Pläne für die östlichen Grenzen aus: Russland sollte den Großteil seines westlichen Territoriums verlieren. Das britische Empire sollte zugunsten des deutschen Kolonialreichs zerschlagen werden.
Im September 1914 formulierte der Vorsitzende Heinrich Claß eine Denkschrift über die Kriegsziele, die als Westgrenze die Linie Boulogne-Belfort, als Ostgrenze den Peipussee und die Dneprmündung vorsah. Russland sei auf die Grenzen vor der Zeit Peters des Großen zurückzuwerfen und muss sogar Sibirien abtreten. Ein verkleinertes Polen, die „Restukraine“, sowie die Ostseestaaten seien in unterschiedliche Abhängigkeit von Deutschland zu bringen. Der Osten sollte durch ausgedehnte Umsiedlungsprojekte durch Deutschland kolonisiert werden, England sollte Irland und seine Kolonien verlieren. Mit „vulgärnationalistischen“ Parolen, wie „Recht der Eroberung“ begründete er seine Forderungen. Weniger in ihrer Tendenz als in ihren Ausmaßen missfiel die Claß'sche Denkschrift den Behörden, worauf sie Bethmann Hollweg beschlagnahmen ließ. Die Pläne der Denkschrift im Osten unterschieden sich nicht wesentlich von denen Rosenbergs, im Reichskommissariat Ostland, 27 Jahre später, selbst der Jargon, „Umsiedlung“, „Eindeutschung“, „Hegemonie“ und „Großdeutschland“ ist weitgehend der gleiche.
Bei seinen Kriegszielen konnte sich der Alldeutsche Verband auf eine Interessengemeinschaft mit großen Teilen der Schwerindustrie und der mit ihr verbundenen Banken wie die Disconto-Gesellschaft stützen. Für seine Kriegszieldenkschrift, die Claß in engem Meinungsaustausch mit Alfred Hugenberg entwickelte, holte er die Zustimmung von Hugo Stinnes und Gustav Krupp von Bohlen und Halbach ein.
Keinen direkten Einfluss hatten die Alldeutschen hingegen auf die Oberste Heeresleitung (OHL), obwohl Hindenburg und Ludendorff deren Gedankenwelt innerlich nahestanden. Alldeutsches Gedankengut konnte sich zwar nur beschränkt in der Armee ausbreiten, aber der Kreis um Ludendorff machte sich dieses Gedankengut zu eigen, sodass der Verband in der zweiten Hälfte des Krieges indirekt erhebliches Gewicht bekam; dabei diente der Ludendorff-Intimus und notorische Antisemit Oberstleutnant Bauer als Verbindungsmann zwischen OHL und Verband. OHL und Alldeutsche arbeiteten oft als Verbündete Hand in Hand wie bei der Veröffentlichung von Claß' Denkschrift im Frühjahr 1918. Heinrich Claß arbeitete seine Kriegszieldenkschrift vom September 1914 in eine Flugschrift um, die mit einer Auflage von 35.000 Stück, mit Zustimmung und Beteiligung Ludendorffs, verbreitet wurde.

## Entwicklung von 1918 bis 1939
Am 19. Oktober 1918 verabschiedete die Führungsspitze des Alldeutschen Verbandes einen Aufruf, in dem sich der Verband erstmals öffentlich zum Antisemitismus bekannte. Nach dem Ersten Weltkrieg spielte der Alldeutsche Verband in der Öffentlichkeit allerdings keine große Rolle mehr.
In der deutschen Revolution 1918/1919 unterstützte der ADV die Freikorps, die den Spartakusaufstand 1919 in Berlin, die Münchner Räterepublik 1919 und den Märzaufstand im Ruhrgebiet 1920 niederschlugen. Allerdings distanzierte sich Claß vom Kapp-Putsch, den er für schlecht vorbereitet hielt, weil er juristische Konsequenzen für den Verband fürchtete. Er setzte kurzzeitig Hoffnungen in Georg Escherich und dessen Organisation, gründete dann aber selbst nach dem Vorbild des Bayerischen Ordnungsblocks, dem der AV angeschlossen war, den Norddeutschen Ordnungsblock (NOB), um eigene paramilitärische Verbände aufzustellen. Der NOB wurde allerdings unmittelbar nach seiner Anmeldung im Oktober 1920 vom Berliner Polizeipräsident aufgelöst, so dass die Alldeutschen weit davon entfernt blieben, über eigene bewaffnete Kräfte zu verfügen.
Die 'Bamberger Erklärung' vom 16. Februar 1919 legte den ADV auf die Wiederherstellung der Vorkriegsverhältnisse, sowohl politisch als auch in territorialer Hinsicht, fest. Im August 1919 gab es eine Satzungsänderung, die die Bamberger Erklärung widerspiegelte: Wiederherstellung des Kaisertums, Aufbau einer starken Armee, Rückgewinnung der verlorenen Gebiete, rassische Höherentwicklung des deutschen Volkes, Ausschluss von Juden aus dem Verband (siehe auch Arierparagraph).
Am 18. Februar 1919 wurde bei der Zusammenkunft in Bamberg der Deutschvölkische Schutz- und Trutzbund als Neben- oder Tochterorganisation des Verbandes gegründet. Der Bund wurde in der frühen Weimarer Republik die größte völkisch-antisemitische Massenorganisation. Der Schutz- und Trutzbund agitierte gegen die Weimarer Republik, unterstützte Attentate auf deren Proponenten und hatte vor seinem Verbot, wegen der Ermordung von Walther Rathenau, 1922 rund 180.000 Mitglieder.
1926 gab es Gerüchte, nach denen Claß und andere Alldeutsche einen Putsch vorbereiten würden, um die Weimarer Verfassung gewaltsam zu beseitigen. Nach polizeilichen Hausdurchsuchungen wurde gegen Claß eine Voruntersuchung wegen Verdachts der Vorbereitung eines Hochverrats eröffnet, die im Oktober 1927 aus Mangel an Beweisen eingestellt wurde.
Einen spürbaren Einfluss auf die deutsche Politik konnten die Alldeutschen bis 1939 nicht mehr gewinnen. Der Verband stand zwar der NSDAP ideologisch nahe, folgte ihr aber nicht bedingungslos. 1932 kam es zu kurzzeitigen Verstimmungen zwischen der NSDAP und dem Verband, als dem Verband vorgeworfen wurde, dass er die Kanzlerschaft Hitlers hintertrieben habe. Die Alldeutschen hingegen warfen den Nationalsozialisten vor, dass sie die nationale Idee verraten hätten, und forderten ihre Anhänger auf, die Deutschnationale Volkspartei (DNVP) zu unterstützen.
Nach der Machtübernahme durch die NSDAP wurden die Alldeutschen aufgrund ihrer ideologischen Nähe geduldet und schließlich am 13. März 1939 von Reinhard Heydrich aufgelöst, mit der Begründung, dass das Vereinsprogramm (nämlich die Vereinigung aller Deutschen in einem Großdeutschland) erfüllt sei.
In ihrer gesamten Konzeption und der Forderung, jeder Deutsche hätte sich dem Volksganzen, repräsentiert durch Staat und Obrigkeit, bedingungslos unterzuordnen, waren die Projekte der Alldeutschen Vorläufer und Wegbereiter des Nationalsozialismus. Eine deutsche Expansion in europäische Ostgebiete, mit dem Ziel neuen Lebensraum zu erobern, war demnach nicht eine Erfindung Hitlers, des Kindes der Alldeutschen (Fritz Fischer), oder Himmlers, sondern die der Alldeutschen.
Der Verbandsgeschäftsführer, der Jurist und Autor Alexander Graf Brockdorff, wurde im April 1939 in Berlin von der Gestapo erschossen.

## Mitgliederentwicklung
Bereits ein Jahr nach seiner Gründung besaß der Alldeutsche Verband 21.000 Mitglieder. Diese Zahl hat er vor dem Ersten Weltkrieg nicht mehr überschritten. Bis 1894 ging die Mitgliederzahl aufgrund von internen Streitigkeiten auf knapp 4600 zurück. 1900 besaß der Verband wieder etwas über 20.000 Mitglieder, und bei Kriegsausbruch 1914 waren 18.000 Einzelmitglieder registriert. Bis 1918 stieg die Zahl auf 36.377, um danach wieder abzusinken. Seinen Höchststand an Einzelmitgliedern erreichte der Alldeutsche Verband 1922 mit rund 52.000. Danach verließen viele Mitglieder den Verband und 1932 zählte er schließlich nur noch 8000 Mitglieder. Bis zur Auflösung 1939 veränderten sich diese Zahlen nicht wesentlich.
Neben der Einzelmitgliedschaft gab es noch die Möglichkeit der korporativen Mitgliedschaft, denn es konnten ganze Vereine Mitglied im Alldeutschen Verband sein. 1905 gehörten 101 Vereine mit insgesamt 130.000 Personen dem Verband als korporative Mitglieder an. Für die Zeit nach dem Ersten Weltkrieg liegen keine Zahlen über korporative Mitgliedschaften vor.
Die Historikerin Margaret Lavinia Anderson verweist darauf, dass linke und liberale Zeitungen weit höhere Auflagen erzielten als rechte, und sieht darin einen Hinweis für eine schleichende Marginalisierung der Rechten. Diese habe die Radikalisierung gefördert, jene wiederum die Marginalisierung. Hatte der Alldeutsche Verband einst noch liberale Imperialisten von Rang in seinen Reihen, so verkam er „zu einer unpopulären Gruppe rassistischer Spinner“. Die Mitglieder seien meist Männer gewesen, „die nach dem Hören einer mitreißenden Rede beigetreten waren, deren Engagement aber häufig nicht weiter ging.“ Zum Vergleich: Der katholische Volksverein hatte 1914 mehr als 36-mal so viele Mitglieder, die SPD 1907 mehr als 44-mal. Nur die Unterstützung durch Industrielle habe den Alldeutschen Verband vor der Auflösung bewahrt. Für die nationalistische Meinung sei damals der Flottenverein typischer gewesen.

## Publikationsorgane
- Mitteilungen des Allgemeinen Deutschen Verbandes. 1891–1893; in einer Auflage von 12.000
- Alldeutsche Blätter. Ab 1894; wöchentlich in einer Auflage von 10.000; Chefredakteur 1908–1914: Ernst Graf zu Reventlow
- Flugschriften des Alldeutschen Verbandes. 1894–1914; insgesamt 34 Hefte in unterschiedlicher Auflagenhöhe zu bestimmten Anlässen
- Der Kampf um das Deutschtum. 1897–1911; 16 Hefte in unbekannter Auflagenhöhe
- Handbuch des Alldeutschen Verbandes. Ab 1896
- Alldeutsches Werbe- und Merkbüchlein. Ab 1897; jährliches Erscheinen
- Deutsche Zeitung. 1896–1934. Tageszeitung, die 1917 in den Besitz eines Konsortiums um Heinrich Claß überging. Mitte der 1920er-Jahre erreichte sie eine Auflage von ca. 60.000 Exemplaren.

## Die Alldeutsche Bewegung in Österreich
Die Alldeutsche Bewegung in Österreich-Ungarn bzw., nach Ende des Ersten Weltkrieges, in Deutschösterreich (1918/19) und der Republik Österreich (ab 1919), Alldeutsche Vereinigung auch Alldeutsche Bewegung (ADB) genannt, hatte viele ideologische Übereinstimmungen mit dem Verband des Reiches, aber keine direkten organisatorischen Bindungen mit ihm. Alldeutsche Hochburgen waren das Sudetenland, insbesondere Westböhmen (Region um Asch und Eger), des Weiteren Teile des Waldviertels (Niederösterreich) sowie einige Gemeindebezirke der Hauptstadt Wien.
Gründer der Alldeutschen Bewegung war Georg Ritter von Schönerer. Symbole der österreichischen Alldeutschen waren die Farben der deutschen Nationalbewegung aus der ersten Hälfte des 19. Jahrhunderts (schwarz-rot-gold) und die blaue Kornblume als Lieblingsblume des deutschen Kaisers Wilhelm I. Die Bewegung empfand sich als eine der Rechtsnachfolgerinnen der Deutschnationalen Bewegung.
Die Alldeutsche Bewegung in Österreich war großdeutsch, antisemitisch, antimarxistisch, antidemokratisch und antiklerikal („Los von Rom“) ausgerichtet. Aufgrund ihres radikalen Antisemitismus und der Los-von-Rom-Agitation spaltete sich die Bewegung von den anderen deutschnationalen bürgerlichen Parteien und Organisationen ab, die weiterhin zur christlichen Kirche standen, während Schönerer begann, seine Bewegung vom Judeo-Christentum ab- und zu Wotan hinzuwenden.